# 中国驻阿塞拜疆大使馆
中华人民共和国驻阿塞拜疆共和国大使馆，简称中国驻阿塞拜疆大使馆，是中華人民共和國對阿塞拜疆共和国設置的外交代表機構，中國駐阿塞拜疆大使為全館最高首長。館址位於該國首都巴庫的哈加尼街67號（Khagani str. 67）。

## 歷史
中華人民共和國與阿塞拜疆在1991年12月27日正式建立邦交，而中國大使館則於1992年8月正式開館。

## 機構設置
中國駐阿塞拜疆大使館設置下列機構：
- 政新處
- 經濟商務參贊處[註 1]
- 武官處
- 领事部
- 辦公室